# Juice Newton
Juice Newton (née Judy Kay Newton le 18 février 1952 à Lakehurst, au New Jersey est une chanteuse de country et pop, compositeur et guitariste américaine depuis les années 1970,. À ce jour, Juice a reçu cinq nominations aux Grammy Award dans la catégorie Pop and Country Best Female Vocalist (une fois remporté en 1983).

## Discographie

### Juice Newton & Silver Spur
- 1975 : Juice Newton & Silver Spur
- 1976 : After the Dust Settles
- 1977 : Come to Me

### Juice Newton
- 1978 : Well Kept Secret
- 1979 : Take Heart
- 1981 : Juice
- 1982 : Quiet Lies
- 1983 : Dirty Looks
- 1984 : Can't Wait All Night
- 1985 : Old Flame
- 1987 : Emotion
- 1989 : Ain't Gonna Cry
- 1998 : The Trouble with Angels
- 1999 : American Girl
- 2003 : American Girl, Volume 2
- 2007 : The Gift of Christmas
- 2010 : Duets: Friends and Memories